# San Javier (gemeente in Bolivia)
San Javier is een gemeente (municipio) in de Boliviaanse provincie Cercado in het departement Beni. De gemeente telt naar schatting 5.832 inwoners (2018). De hoofdplaats is San Javier.